# Кабинет Министров Чувашской Республики
Кабинет Министров Чувашской Республики (чув. Чӑваш Республикин министрсен кабинечӗ) — постоянно действующий высший исполнительный орган государственной власти Чувашской Республики — Правительство Чувашии.
Кабинет Министров Чувашской Республики обеспечивает исполнение Конституции Российской Федерации, федеральных законов и иных нормативных правовых актов Российской Федерации, Конституции Чувашской Республики, законов и иных нормативных правовых актов Чувашской Республики.
Согласно Конституции Чувашской Республики Кабинет министров Чувашской Республики формирует Глава Чувашской Республики, являющийся главой исполнительной власти Чувашской Республики, определяющий структуру органов исполнительной власти Чувашской Республики и имеющий право председательствовать на заседаниях Кабинета министров Чувашской Республики.
Кабинет министров Чувашской Республики подотчётен Государственному Совету Чувашской Республики. Работой Кабинета министров Чувашской Республики руководит председатель. Место проведения заседаний — здание Администрации Главы Чувашской Республики.

## Деятельность

### Основные положения
Кабинет Министров Чувашской Республики организует деятельность министерств, государственных комитетов и иных органов исполнительной власти Чувашской Республики, которые ему подотчетны.
Кабинет Министров Чувашской Республики состоит из членов Кабинета Министров Чувашской Республики — Председателя Кабинета Министров Чувашской Республики, заместителей Председателя Кабинета Министров Чувашской Республики (включая первых заместителей), министров Чувашской Республики, Руководителя Администрации Главы Чувашской Республики и полномочного представителя Чувашской Республики при Президенте Российской Федерации.
Министерства, государственные комитеты и иные органы исполнительной власти Чувашской Республики создаются, реорганизуются, ликвидируются, переименовываются по решению Главы Чувашской Республики в форме соответствующего Указа. Кабинет Министров Чувашской Республики организует деятельность министерств, государственных комитетов и иных органов исполнительной власти Чувашской Республики, которые ему подотчетны.

### Функции
Согласно действующей Конституции Чувашской Республики Кабинет министров Чувашской Республики:
1. Разрабатывает и осуществляет меры по обеспечению комплексного социально-экономического развития Чувашской Республики;
2. Обеспечивает проведение единой государственной политики в области финансов, науки, образования, культуры, здравоохранения, физической культуры и спорта, социального обеспечения, безопасности дорожного движения и экологии в пределах своих полномочий;
3. Осуществляет в пределах своих полномочий меры по реализации, обеспечению и защите прав и свобод человека и гражданина, охране собственности и общественного порядка, противодействию терроризму и экстремизму, борьбе с преступностью;
4. Разрабатывает для представления Главой Чувашской Республики в Государственный Совет Чувашской Республики проекты республиканского бюджета Чувашской Республики;
5. Определяет порядок разработки и корректировки документов стратегического планирования Чувашской Республики, находящихся в ведении Кабинета Министров Чувашской Республики, и утверждает (одобряет) такие документы;
6. Обеспечивает исполнение республиканского бюджета Чувашской Республики и готовит отчет об исполнении указанного бюджета, а также сводный годовой доклад о ходе реализации и об оценке эффективности государственных программ Чувашской Республики для представления их Главой Чувашской Республики в Государственный Совет Чувашской Республики;
7. Управляет и распоряжается государственной собственностью Чувашской Республики в соответствии с законами Чувашской Республики, а также управляет федеральной собственностью, переданной Чувашской Республике в управление в соответствии с федеральными законами и иными нормативными правовыми актами Российской Федерации;
8. Дает по поручению Главы Чувашской Республики заключения на проекты законов Чувашской Республики о введении или отмене налогов, освобождении от их уплаты, о выпуске государственных займов, об изменении финансовых обязательств Чувашской Республики и на другие законопроекты, предусматривающие расходы, покрываемые за счет республиканского бюджета Чувашской Республики;
9. Вправе предложить органу местного самоуправления, выборному или иному должностному лицу местного самоуправления привести в соответствие с законодательством Российской Федерации изданные ими правовые акты в случае, если указанные акты противоречат Конституции Российской Федерации, федеральным законам и иным нормативным правовым актам Российской Федерации, Конституции Чувашской Республики, законам и иным нормативным правовым актам Чувашской Республики, а также вправе обжаловать указанные акты в судебном порядке;
10. Определяет органы исполнительной власти Чувашской Республики, уполномоченные на осуществление регионального государственного контроля (надзора), устанавливает их организационную структуру, полномочия, функции и порядок их деятельности и определяет перечень должностных лиц указанных органов исполнительной власти Чувашской Республики и их полномочия;
11. Осуществляет возложенные на него полномочия, установленные нормативными правовыми актами Президента Российской Федерации и нормативными правовыми актами Правительства Российской Федерации, предусматривающими передачу осуществления органам исполнительной власти субъектов Российской Федерации отдельных полномочий федеральных органов исполнительной власти в соответствии с федеральным законом;
12. Осуществляет иные полномочия, установленные Конституцией Российской Федерации, федеральными законами, Конституцией Чувашской Республики, законами Чувашской Республики, указами Главы Чувашской Республики, а также соглашениями с федеральными органами исполнительной власти, заключенными в соответствии со статьей 78 Конституции Российской Федерации.

## Персональный состав
Персональный состав членов правительства Чувашии на 7 августа 2025 года следующий:
| Должность | Имя и фамилия                      | Партия | Партия        | Дата вступления в должность |
| --- | ---------------------------------- | ------ | ------------- | --------------------------- |
| Председатель Кабинета министров Чувашской Республики                                                                                                  | Артамонов Сергей Геннадьевич       |        | Единая Россия | 28 февраля 2025             |
| Руководитель администрации Главы Чувашской Республики                                                                                                 | Борисов Вячеслав Аркадьевич        |        | Беспартийный  | 20 мая 2020                 |
| Первый заместитель председателя Кабинета министров Чувашской Республики — министр финансов Чувашской Республики                                       | Ноздряков Михаил Геннадьевич       |        | Единая Россия | 18 июня 2020                |
| Заместитель председателя Кабинета министров Чувашской Республики — полномочный представитель Чувашской Республики при Президенте Российской Федерации | Ладыков Алексей Олегович           |        | Единая Россия | 30 сентября 2021            |
| Заместитель председателя Кабинета министров Чувашской Республики                                                                                      | Иванов Максим Вениаминович         |        | Беспартийный  | 28 октября 2024             |
| Заместитель председателя Кабинета министров Чувашской Республики                                                                                      | Краснов Дмитрий Иванович           |        | Беспартийный  | 24 июля 2020                |
| Заместитель председателя Кабинета министров Чувашской Республики                                                                                      | Степанов Владимир Геннадьевич      |        | Единая Россия | 27 сентября 2021            |
| Заместитель председателя Кабинета министров Чувашской Республики — министр сельского хозяйства Чувашской Республики                                   | Макушев Андрей Евгеньевич          |        | Единая Россия | 6 августа 2025              |
| Министр экономического развития и имущественных отношений Чувашской Республики                                                                        | Рафикова Лариса Анатольевна (врио) |        | Беспартийная  | 12 мая 2025                 |
| Министр промышленности и энергетики Чувашской Республики                                                                                              | Лекарев Сергей Николаевич          |        | Беспартийный  | 9 августа 2024              |
| Министр труда и социальной защиты Чувашской Республики                                                                                                | Елизарова Алена Геннадьевна        |        | Единая Россия | 11 февраля 2020             |
| Министр здравоохранения Чувашской Республики | Тарасова Лариса Владимировна       |        | Беспартийная  | 14 июля 2025                |
| Министр культуры, по делам национальностей и архивного дела Чувашской Республики                                                                      | Каликова Светлана Анатольевна      |        | Беспартийная  | 2 ноября 2020               |
| Министр транспорта и дорожного хозяйства Чувашской Республики                                                                                         | Петров Максим Михайлович           |        | Беспартийный  | 7 декабря 2023              |
| Министр физической культуры и спорта Чувашской Республики                                                                                             | Петров Василий Владимирович        |        | Единая Россия | 7 февраля 2020              |
| Министр цифрового развития, информационной политики и массовых коммуникаций Чувашской Республики                                                      | Степанов Михаил Владимирович       |        | Беспартийный  | 17 января 2023              |
| Министр природных ресурсов и экологии Чувашской Республики                                                                                            | Бедертдинов Эмир Нуртдинович       |        | Беспартийный  | 21 мая 2021                 |
| Министр строительства, архитектуры и жилищно-коммунального хозяйства Чувашской Республики                                                             | Максимов Владимир Михайлович       |        | Беспартийный  | 17 января 2025              |
| Министр образования Чувашской Республики | Захаров Дмитрий Анатольевич        |        | Беспартийный  | 25 сентября 2021            |
| Министр Чувашской Республики по делам гражданской обороны и чрезвычайным ситуациям                                                                    | Павлов Сергей Геннадьевич          |        | Беспартийный  | 1 апреля 2025               |

## История правительства Чувашии

### СССР

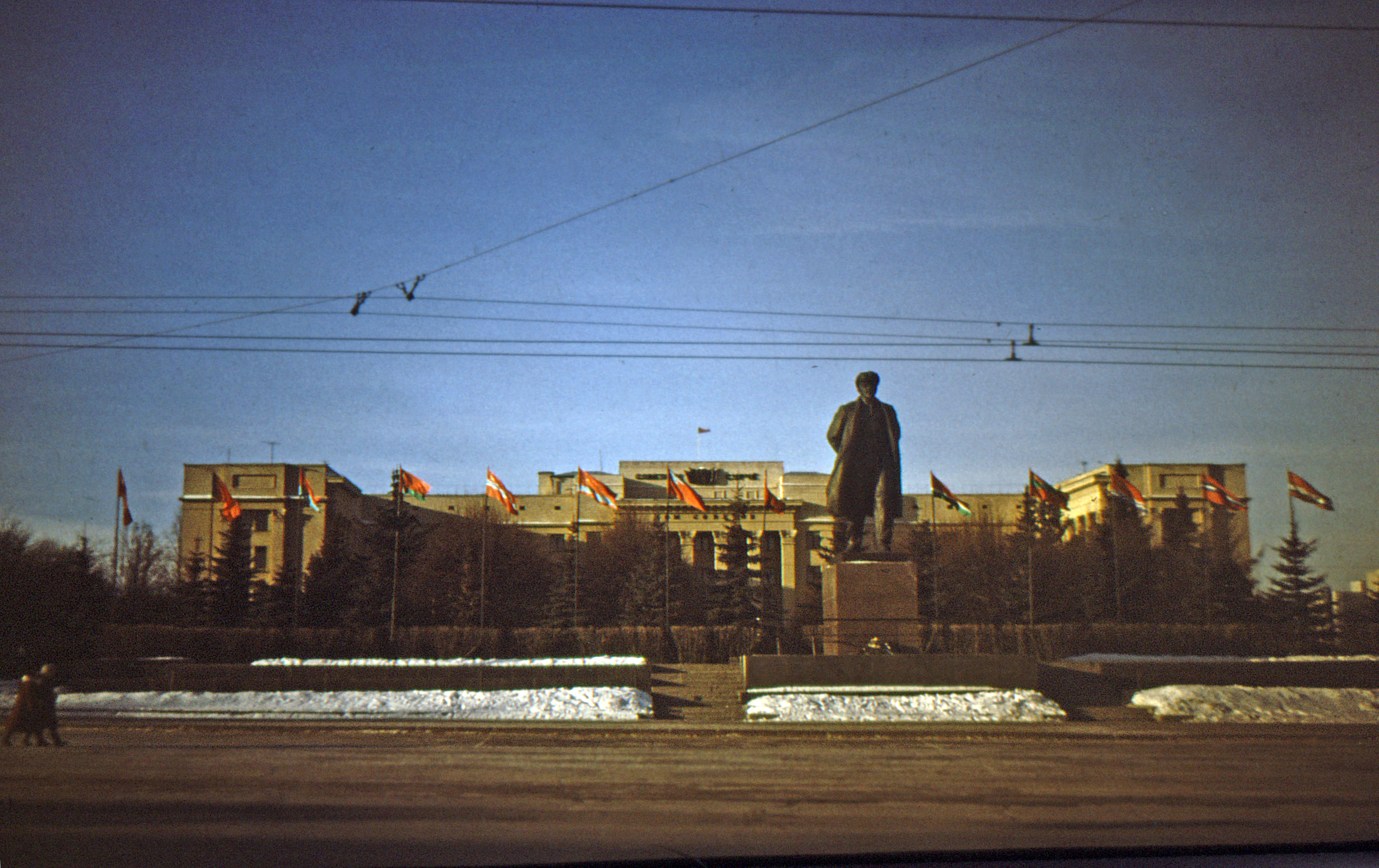
Дом Советов Чувашской АССР на пл. Ленина (1987)

Первым правительством Чувашии является Революционный комитет Чувашской автономной области, председателем которого стал Эльмень, Даниил Семёнович (24 июня 1920 — 7 ноября 1920). В дальнейшем был избран областной исполнительный комитет Советов рабочих, крестьянских и красноармейских депутатов Чувашской автономной области, председателями которых были: Даниил Эльмень (11 ноября 1920 — июнь 1921), Сергей Коричев (30 июня 1921 — 14 мая 1924), Иван Илларионов (14 мая 1924 — апрель 1925).
С образованием Чувашской АССР был образован Совет Народных Комиссаров Чувашской АССР, который в 1946 году был переименован в Совет Министров Чувашской АССР. С 1992 года — Совет Министров Чувашской Республики.
С января 1994 года правительство Чувашии имеет современной название — Кабинет Министров Чувашской Республики.

### Чувашская Республика
| 1  | Аблякимов, Энвер Азизович     | январь 1994 — январь 1998        |                     | крымский татарин |
| 2  | Кураков, Лев Пантелеймонович  | январь 1998 — июль 1998          |                     | чуваш            |
| 3  | Аблякимов, Энвер Азизович     | июль 1998 — декабрь 2001         |                     | крымский татарин |
| 4  | Партасова, Наталия Юрьевна    | январь 2002 — апрель 2004        |                     | чувашка          |
| 5  | Гапликов, Сергей Анатольевич  | апрель 2004 — апрель 2010        | Единая Россия       | русский          |
| 6  | Суслонова, Нина Владимировна  | 8 апреля 2010 — февраль 2011     |                     | русская          |
| 7  | Макаров, Олег Витальевич      | 23 марта 2011 — 9 декабря 2011   |                     | чуваш            |
| 8  | Моторин, Иван Борисович       | 9 декабря 2011 — 6 февраля 2020  | Единая Россия       | русский          |
| 9  | Николаев, Олег Алексеевич     | 6 февраля 2020 — 28 февраля 2025 | Справедливая Россия | чуваш            |
| 10 | Артамонов, Сергей Геннадьевич | с 28 февраля 2025                |                     | чуваш            |

## Комплекс правительственных зданий
| | |
| Дом правительства Чувашкой Республики (Чебоксары, Президентский бульвар, д. 17) Корпус, возведённый в 1970 | Здание Администрации Главы Чувашской Республики (Чебоксары, Президентский бульвар, д. 10) Здание сдано в эксплуатацию в 2004 |